# Clayton Vaughn
Clayton Vaughn (né le 15 mai 1992 à Sulphur Springs (Texas)) est un athlète américain, spécialiste du sprint.
Il court le 100 m en 10 s 13 à San Marcos en avril 2014, puis porte son record du 60 m en salle à 6 s 54 à Houston en janvier 2015.
Lors des Texas Relays 2015 à Austin, il termine second à 2/100e du Japonais Yoshihide Kiryū, en 9 s 89 avec vent favorable.